# Blondelia hyphantriae
Blondelia hyphantriae är en tvåvingeart som först beskrevs av Tothill 1922.  Blondelia hyphantriae ingår i släktet Blondelia och familjen parasitflugor. Inga underarter finns listade i Catalogue of Life.